# (200039) 2007 RY156
(200039) 2007 RY156 es un asteroide perteneciente al cinturón exterior de asteroides, descubierto el 11 de septiembre de 2007 por el equipo del Mount Lemmon Survey desde el Observatorio del Monte Lemmon, Arizona, Estados Unidos.

## Designación y nombre
Designado provisionalmente como 2007 RY156.

## Características orbitales
2007 RY156 está situado a una distancia media del Sol de 3,472 ua, pudiendo alejarse hasta 3,493 ua y acercarse hasta 3,452 ua. Su excentricidad es 0,005 y la inclinación orbital 1,547 grados. Emplea 2363,95 días en completar una órbita alrededor del Sol.

## Características físicas
La magnitud absoluta de 2007 RY156 es 15,3. Tiene 5082 km de diámetro y su albedo se estima en 0,047.